# Подюга (станция)
Подюга — железнодорожная станция в посёлке Подюга Коношского района Архангельской области.

## Характеристика
Станция начала свою работу в 1937—1941 годах, когда была проложена Печорская железная дорога. Подюга — первая станция на ответвлении Коноша — Подюга — Усть-Шоноша — Вельск, к ней ведёт только один путь (второй путь проходит параллельно, лежит через Можугу). Пути на станции неэлектрифицированы, все поезда управляются тепловозами.
Станция Подюга относится к Сольвычегодскому региону Северной железной дороги.

## Пригородное сообщение
Через станцию проходят пригородные поезда Кулой — Вересово (1 пара поездов в сутки) и Кулой — Коноша (1 пара поездов в сутки).

## Дальнее сообщение
Ввиду особенностей путевого развития линии Коноша — Вельск, поезда следуют через Подюгу в основном в сторону Вельска, в обратном направлении они следуют по линии через Можугу. Исключение составляет лишь поезд № 150/149 Котлас — Москва, следующий через Подюгу в обе стороны.
По состоянию на декабрь 2018 года на станции останавливаются следующие поезда дальнего следования:
| Круглогодичное обращение поездов | Круглогодичное обращение поездов | Круглогодичное обращение поездов | Круглогодичное обращение поездов |
| № поезда                         | Маршрут движения                 | № поезда                         | Маршрут движения                 |
| -------------------------------- | -------------------------------- | -------------------------------- | -------------------------------- |
| 33 "Сыктывкар"                   | Сыктывкар — Москва               | 34 "Сыктывкар"                   | -                                |
| 77                               | -                                | 78                               | Санкт-Петербург — Воркута        |
| 97                               | -                                | 98                               | Санкт-Петербург — Микунь         |
| 375                              | -                                | 376                              | Москва — Воркута                 |

| Сезонное обращение поездов | Сезонное обращение поездов | Сезонное обращение поездов | Сезонное обращение поездов |
| № поезда                   | Маршрут движения           | № поезда                   | Маршрут движения           |
| -------------------------- | -------------------------- | -------------------------- | -------------------------- |